# Archer, Wyoming
Archer är ett tidigare stationssamhälle öster om Wyomings delstatshuvudstad Cheyenne, i Laramie County. Platsen ligger idag vid motorvägen Interstate 80 i Cheyennes östra förorter, omkring 15 kilometer öster om stadskärnan.

## Historia
Orten grundades vid den transamerikanska järnvägen på 1800-talet och döptes efter en järnvägsanställd som skadats svårt i ett indianöverfall nära platsen 1867. Ett postkontor fanns på platsen mellan 1887 och 1919, med kortare avbrott.